# Aphonopelma chalcodes
 Aphonopelma chalcodes  (engl. Arizona blond tarantula) ist eine nordamerikanische Vogelspinnen-Art. Das Verbreitungsgebiet erstreckt sich in der Sonora-Wüste (Südkalifornien über den Süden von New Mexico nach Arizona bis nach Mexiko). Sie kommt dort vor allem in Wüstenregionen vor, wo auch der Carnegiea gigantea-Kaktus wächst. Gesehen wird sie häufig während der Regenzeit der Sommermonaten. Sie koexistiert in ihrem Verbreitungsgebiet mit ähnlichen Arten.

## Merkmale

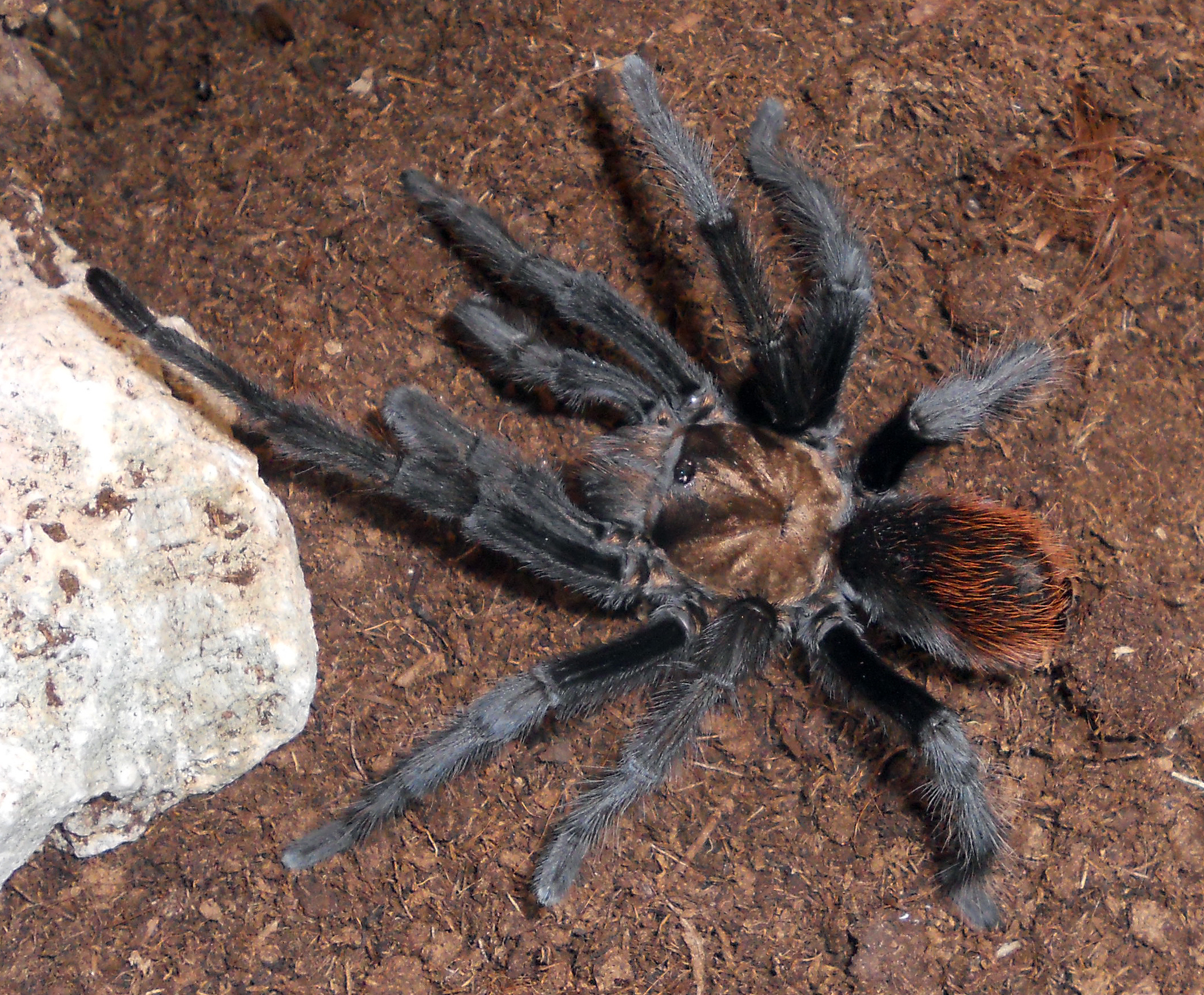
Aphonopelma chalcodes, Männchen

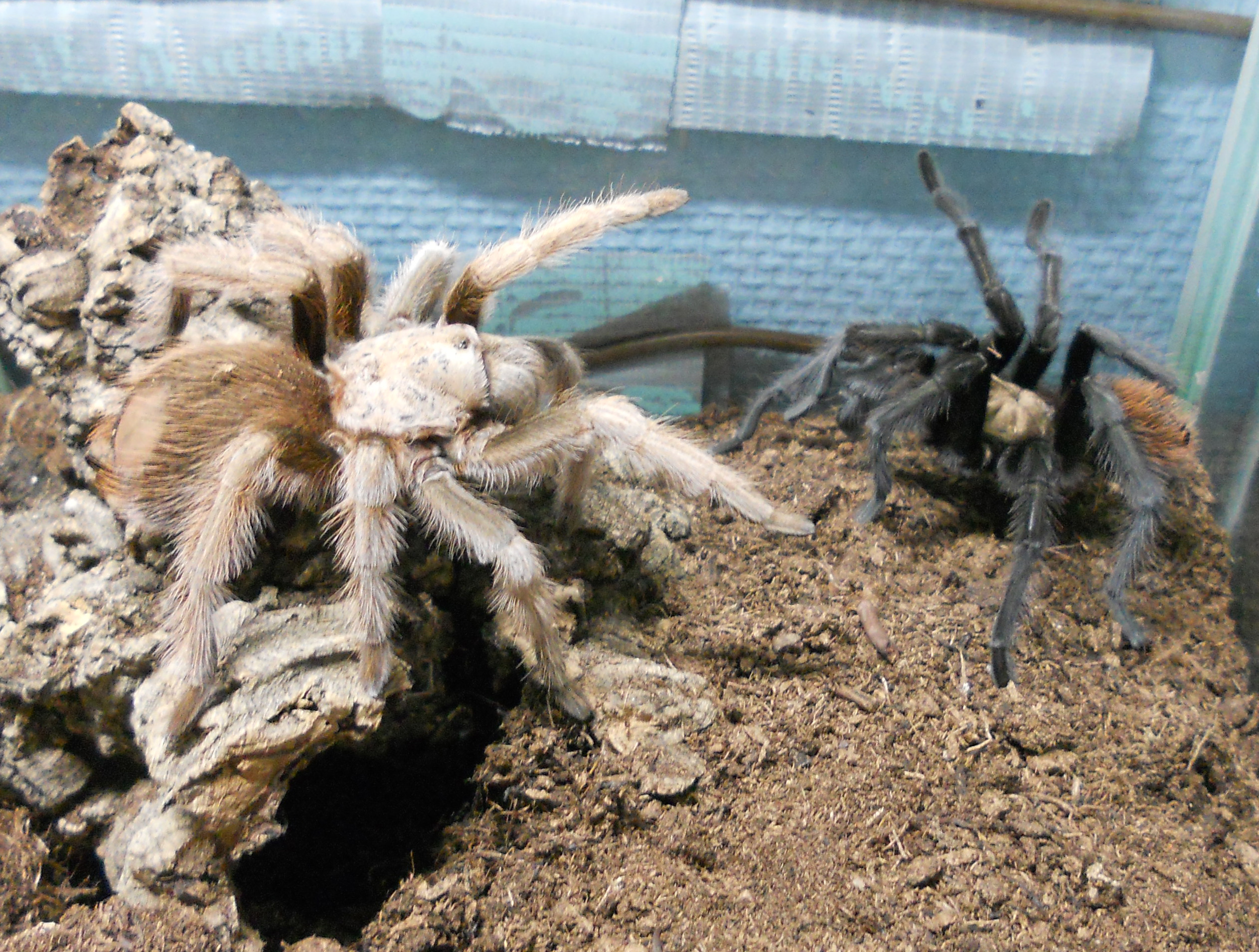
Paarung in Gefangenschaft

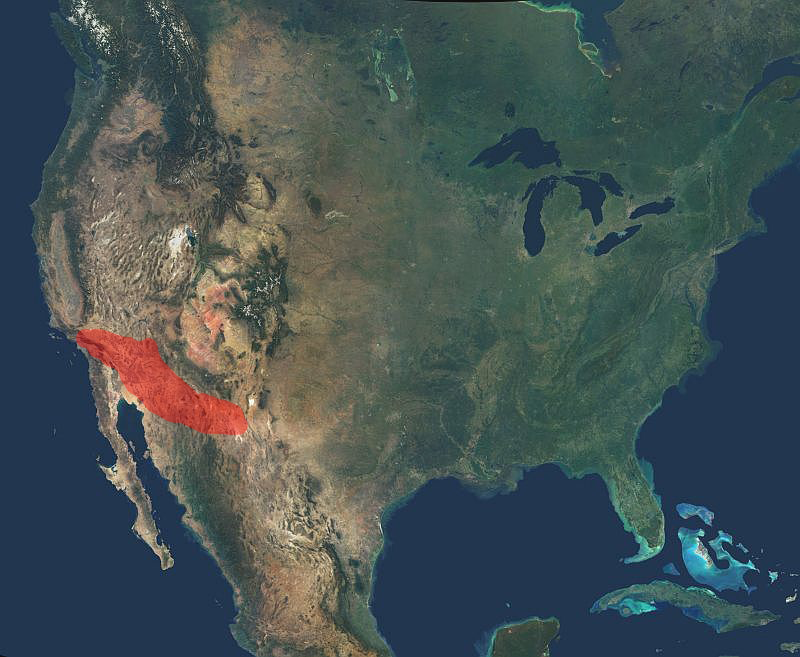
Verbreitungsgebiet

Sie wird zehn Zentimeter lang. Die Beine und der Carapax des Weibchens sind hellbraun bis beige. Der Hinterleib ist dunkelbraun, hat aber längere hellbraune Haare sowie Brennhaare. Der Carapax ist nach oben gewölbt. Die Chelizeren sind kräftig und durch die kürzeren Beine wirkt die Spinne sehr kompakt. Diese Körperform kommt der grabenden Spinne gelegen.
Bei dieser Spinnenart gibt es einen Sexualdimorphismus. Die Männchen haben im Unterschied zu den Weibchen schwarze Beine und einen rötlichen Hinterleib und einen kupferfarbigen Cephalothorax. Männchen haben in der Regel eine geringere Körperlänge als die Weibchen, aber zum Körper proportional die längeren Beine.

## Verhalten
Die Spinne gehört zu den erdbewohnenden Arten. Sie gräbt bis zu 60 Zentimeter lange Löcher mit kreisrunden Eingängen von etwa 2,5 bis 5 Zentimeter Durchmesser ins Erdreich und kleidet diese mit Spinnseide aus, um dort die Brutpflege und die Häutung zu vollziehen. Ausgewachsene Weibchen verbringen meistens ihr restliches Leben in ihrer Wohnhöhle und ernähren sich von Beutetieren, die in die Nähe der Höhle vorbeilaufen. Jüngere Tiere und Männchen streifen in der wärmeren Jahreszeit auf dem Boden umher und finden Unterschlupf unter Steinen, Wurzeln, Rindenstücken und Falllaub.
Sie sind nächtliche Jäger. Zum Beutefang entfernten sie sich nie weit von ihrer Wohnröhre. Nur zur Paarungszeit entfernen sich die Männchen von ihrem Unterschlupf und ziehen umher. Die Männchen werden mit zehn bis zwölf Jahren adult. Auf Brautsuche sind sie in den Monaten von August bis Oktober. Es kommt vor, dass es nicht zur Paarung kommt, sondern dass das Männchen vom Weibchen verspeist wird. Ein Kokon beinhaltet bis zu 300 Eier. Die Brutzeit beträgt sechs Wochen.
In den Wintermonaten ziehen sich die Tiere in ihren Unterschlupf zurück und verschließen ihn mit Erde, Steinen und Spinnseide. Sie bleiben in diesen Monaten sehr inaktiv.
Das Verhalten wird unterschiedlich eingeschätzt. Einige Autoren behaupten, dass die Spinne reizbar sei und sich schnell gegenüber vermeintlichen Angreifern verteidigt und sich auch nicht scheut, zuzubeißen. Andere betonen ihr ruhiges Verhalten und dass die Spinne sich anders verhält, als ihr häufig zugeschrieben wird.

## Lebensraum
Die Sonora-Wüste ist eine hügelige Halbwüste mit kurzen und trockenen Gräsern sowie einigen größeren Gewächsen wie Säulenkakteen, Agaven, Prosopis und wenigen Nadel- und Laubbäumen. Die Gräser dienen der Spinne zur Tarnung ihres Unterschlupfs.
In der Sonora-Wüste wird es in Sommermonaten sehr heiß (bis 47 °C). Die Durchschnittstemperatur beträgt zwischen 28 und 35 °C. Nachts fallen die Temperaturen teilweise bis an den Gefrierpunkt. In den Gegenden regnet es sehr wenig (durchschnittlich an 35 Tagen im Jahr) und die Luft ist durchschnittlich sehr trocken.

## Haltung im Terrarium
Aphonopelma chalcodes gelten in der Terraristik als gut haltbar und benötigen Gelegenheit zum Graben. Über eine gelungene Zucht ist nichts bekannt. Sie wurden in den 1980er Jahren bis 1991 aus den USA importiert und sehr billig angeboten (ein Dollar pro Stück), danach wurden sie nicht mehr häufig im Fachhandel angeboten.